# Księżniczki Disneya: Czarodziejskie opowieści
Księżniczki Disneya: Czarodziejskie opowieści (ang. Disney Princess Enchanted Tales: Follow Your Dreams, 2007) – amerykański film animowany pokazujący nowe historie Aurory z filmu Śpiąca królewna i Dżasminy z filmu Aladyn. Film ten miał premierę w Stanach Zjednoczonych 4 września 2007 roku, a w Polsce film miał premierę 7 kwietnia 2012 roku na antenie Disney Channel.

## Obsada
- Erin Torpey - Księżniczka Aurora
- Linda Larkin - Księżniczka Dżasmina
- Corey Burton - Król Stefan
- Gilbert Gottfried - Iago
- Barbara Dirikson - Fauna
- Jeff Bennett - Król Hubert
- Roger Craig Smith - Książę Filip
- Russi Taylor - Flora
- Tress MacNeille - Niezabudka
- Tara Strong - Sharma
- Zack Shada - Hakim
- Flo Di Re - Anisa
- Frank Welker - Abu

## Wersja polska
W wersji polskiej udział wzięli:
- Joanna Węgrzynowska-Cybińska – Narratorka
- Magdalena Kumorek – Aurora
- Andrzej Chudy – Król Stefan
- Katarzyna Kozak – Królowa
- Tomasz Steciuk – Książę
- Grzegorz Kwiecień – Książę Filip
- Jan Kulczycki – Król Hubert
- Elżbieta Gaertner – Flora
- Hanna Kinder-Kiss – Fauna
- Anna Apostolakis-Gluzińska – Niezabudka
- Aneta Todorczuk-Perchuć – Dżasmina
- Grzegorz Pierczyński –
  - Malarz,
  - Abu
- Jarosław Boberek – Iago
- Tomasz Grochoczyński – Sułtan
- Kacper Cybiński – Hakim
- Anna Wodzyńska – Sharma
- Barbara Zielińska – Anisa

W pozostałych rolach:
- Joanna Borer-Dzięgiel
- Paulina Kopańska
- Magdalena Kusa
- Anna Sztejner
- Jeremi Czyż
- Filip Dudycz
- Mariusz Krzemiński
- Bernard Lewandowski
- Wojciech Machnicki
- Bartosz Martyna
- Marek Robaczewski
- Paweł Szczesny

oraz chór w składzie:
- Anna Sochacka
- Anna Frankowska
- Adam Krylik
- Jakub Szydłowski
- Leszek Filipowicz

Piosenki śpiewali:
- „Klucz do królestwa” – Magdalena Tul
- „Klucz do królestwa (repryza)” – Magdalena Tul
- „Chcę być wreszcie sobą” – Aneta Figiel[potrzebny przypis]
- „Drogę wskażesz Ty” – Aneta Figiel, Jarosław Boberek[potrzebny przypis]

Reżyseria: Joanna Węgrzynowska-Cybińska

Dialogi polskie: Katarzyna Wojsz

Kierownictwo muzyczne: Agnieszka Tomicka

Teksty piosenek: Michał Wojnarowski

Montaż: Magdalena Waliszewska

Opracowanie wersji polskiej: SDI Media Polska

Kierownictwo produkcji: Beata Jankowska, Marcin Kopiec

Opieka artystyczna: Magdalena Dziemidowicz

Produkcja polskiej wersji językowej: Disney Character Voices International, Inc.